# Бомба вільного падіння
Некерована бомба, також знана як бомба вільного падіння, гравітаційна бомба або тупа бомба — звичайна бомба, яка доставляється літаком і не має системи наведення і таким чином просто рухається по балістичній траєкторії.
Такими були всі бомби, що були в загальному використанні до другої половини другої світової війни, і в широкому вжитку до кінця 1980-их.
Корпуси бомб зазвичай мають аеродинамічну форму, часто з поверхнями у хвостовій частині, що зменшує опір і підвищує стабільність після викиду, що слугує для підвищення точності і стабільності траєкторії.
Некеровані бомби зазвичай використовують контактний детонатор для вибуху при ударі або через декілька мілісекунд пізніше, якщо необхідний проникливий ефект. Альтернативою є детонатор із альтиметром, що дозволяє здійснити повітряний вибух на бажаній висоті.

## Сповільнена бомба

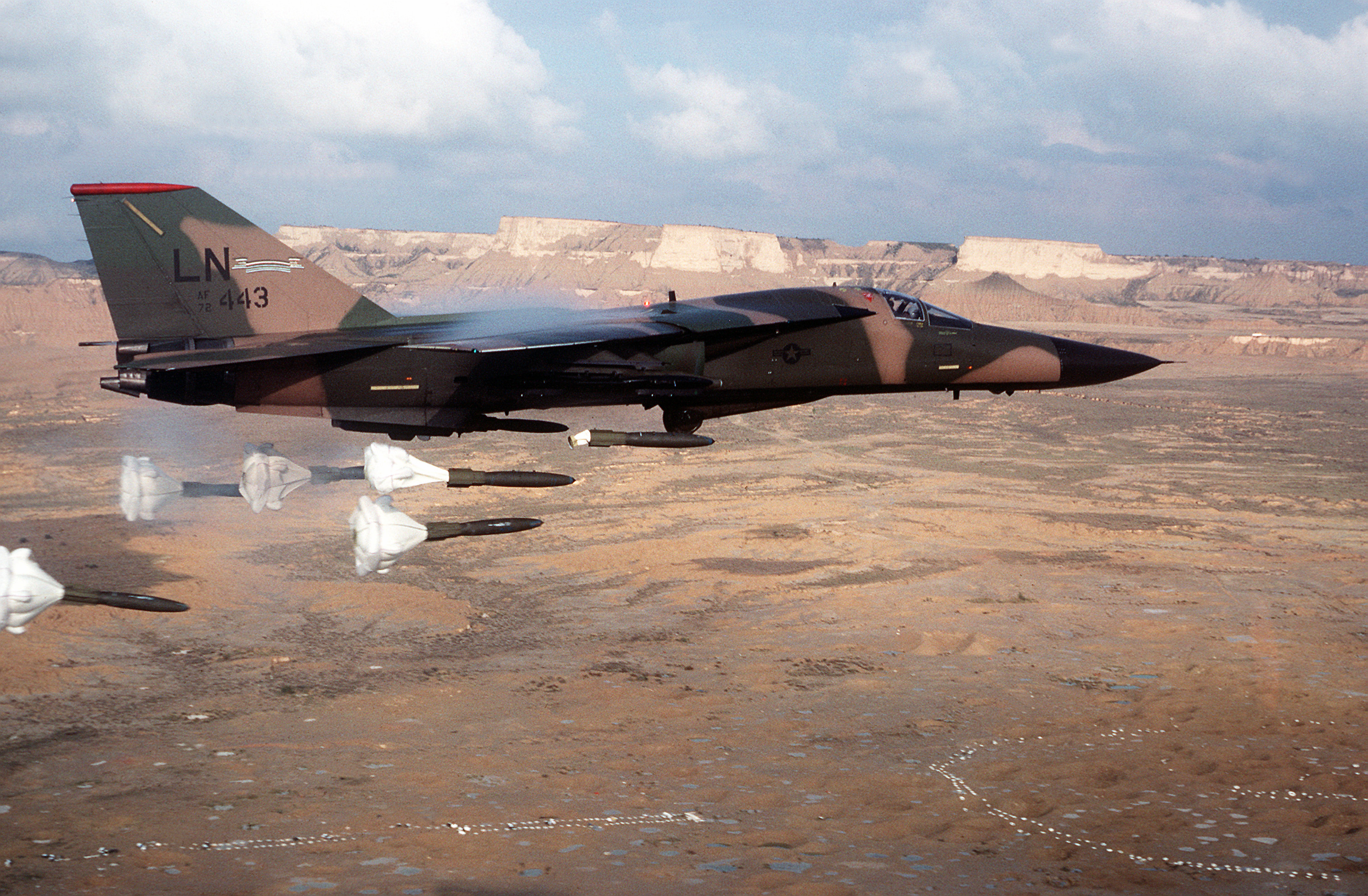
Літак F-111 скидає бомби Mark 82 із системою сповільнення типу балут (пристрій) (Mk82AIR / BSU49B)

Сповільнені бомби використовують механічні методи збільшення аеродинамічного опору за допомогою парашуту, балуту, або пелюсток що створюють опір. Ці засоби розгортаються після випуску, сповільнюючи падіння і скорочуючи його початкову траєкторію, і дають додатковий час літаку покинути зону вибуху при бомбардуванні на малих висотах або при ядерному бомбардуванні. Однак, такі бомби є менш точними ніж звичайні бомби вільного падіння.